# International Blind Sports Federation
L'International Blind Sports Federation (IBSA) è un'organizzazione sportiva non-profit fondata nel 1981 a Parigi. La sua missione è di promuovere la pratica sportiva presso i non vedenti e gli ipovedenti. La IBSA è membro del Comitato Paralimpico Internazionale. La IBSA organizza ogni quattro anni i suoi giochi.

## Sport
- Atletica leggera
- Calcio a 5 per ciechi
- Paraciclismo
- Goalball
- Judo
- Nuoto
- Sci alpino e nordico
- Showdown

## Classificazione visiva
Gli atleti non vedenti e ipovedenti sono classificati in tre categorie in base all'acutezza visiva.

### B1
Atleti con visione inferiore a LogMAR 2,60.

### B2
Atleti con visione tra LogMAR 1,50 e 2,60 e/o con un campo visivo inferiore a 5°.

### B3
Atleti  con visione tra LogMAR 1 e 1,40 e/o con un campo visivo inferiore a 20°.